# Чанготтини, Валерия
Валерия Чанготтини (итал. Valeria Ciangottini; род. 6 августа 1945 года, Рим) — итальянская актриса театра, кино и телевидения.

## Биография
Родилась 6 августа 1945 года в Риме. В 14 лет была выбрана Федерико Феллини на роль Паолы в фильме «Сладкая жизнь», после того как он заметил её у выхода из школы. С этого момента началась её успешная актёрская карьера, состоящая в основном из стереотипных образов молодых, чистых и нежных девушек.
Чанготтини также активно работает на телевидении, сыграла главные роли в нескольких телефильмах и сериалах, вела несколько телепрограмм для детей. Её актёрская работа сосредоточена, в первую очередь, на театре, особенно на комедийных пьесах. Кроме того, выступает как актриса дубляжа и озвучивания.

## Личная жизнь
Замужем за журналистом Фабрицио Риччи.

## Избранная фильмография
- 1960 — Сладкая жизнь / La dolce vita — Паола
- 1964 — Дон Камилло, монсеньор / Don Camillo monsignore — Розетта Гротти
- 1962 — Семейная хроника / Cronaca familiare — Энцина
- 1963 — Порок и добродетель / Le vice et la vertu — Мануэла, заключённая номер 113
- Idoli controluce (1965)
- The Two Orphans (1965)
- На несколько долларов меньше (1966)
- Смертельное наследство (1968)
- Назначение в Ливерпуле (1988)
- Amanti e Segreti (2004)